# Amalarico de Nesle
Amalarico de Nesle fue un prelado de la Picardía originario de Nesle. Fue prior del Santo Sepulcro y después Patriarca de Jerusalén desde 1158 hasta 1180. Murió el 6 de octubre de 1180 en Palestina.

| Predecesor: Fulco de Angulema | Patriarca de Jerusalén 1157 – 1180 | Sucesor: Heraclio de Auvernia |

- Datos: Q453361
- Multimedia: Amalric of Nesle / Q453361